# 986 Amelia
986 Amelia este un asteroid din centura principală, descoperit pe 19 octombrie 1922, de Josep Comas Solá.